# Michel Vonk
Michel Vonk (Alkmaar, 28 ottobre 1968) è un allenatore di calcio ed ex calciatore olandese, di ruolo difensore.
È il figlio dell'ex calciatore Theo Vonk.